# Clemenvilla
Hybride
Parent A de l'hybridation 
  Citrus clementina var 'Fina' 
×

Parent B de l'hybridation 
  (C. paradisi x C. tangerina) var 'Orlando' 
La clemenvilla (parfois orthographié clémenvilla) ou Nova est un tangelo [Citrus clementina x (C. paradisi x C. tangerina)] issu d'une double hybridation entre la clémentine 'Fina' (C. clementina) et le tangelo 'Orlando' (C. paradisi x C. tangerina) obtenu par Gardner et Bellows, en 1942, en Floride.
C'est un fruit de pleine saison (janvier févier Hémisphère Nord).

## Dénomination
Lors de son introduction en Espagne en 1971 Nova prend le nom de Clemenvilla (issu de la série des Clémentines espagnoles - clemenrubi, clemensoon, clemenules, etc.). Villa vient de Vilallonga, en valencien Villalonga dans la Communauté valencienne. Joël Robuchon la donne présente avec les 2 noms en Espagne et au Maroc en 2001.
En 1996, Fruitrop rapporte les 3 noms: NOVA, Clemenvilla, Suntina. Puis Cottin (2002) distingue 2   Nova :
- 'di Villalonga' Citrus reticulata Blanco nommé Nova, synonyme de 'Clemenvilla' = Nova et de 'Nova' = Nova
- 'Nova seedless' nommé 'Suntina' ou Nova SL Tangelo[5].

En 2020, le catalogue INRA-Cirad ne donne plus que Mandarine Nova Citrus reticulata Blancosous la cote SRA 158. Elle est indifféremment présentée comme une mandarine, ou tangerina en portugais.
Sont admis: Citrus reticulata Blanco (sensu Swingle and Reece 1967, Mabberley 1997, 2004; sensu Tanaka sec. Cottin 2002) et Citrus clementina hort. x Citrus x tangelo J.W. Ingram & H.E. Moore (sec. NPGS/GRIN 2010).

## Histoire

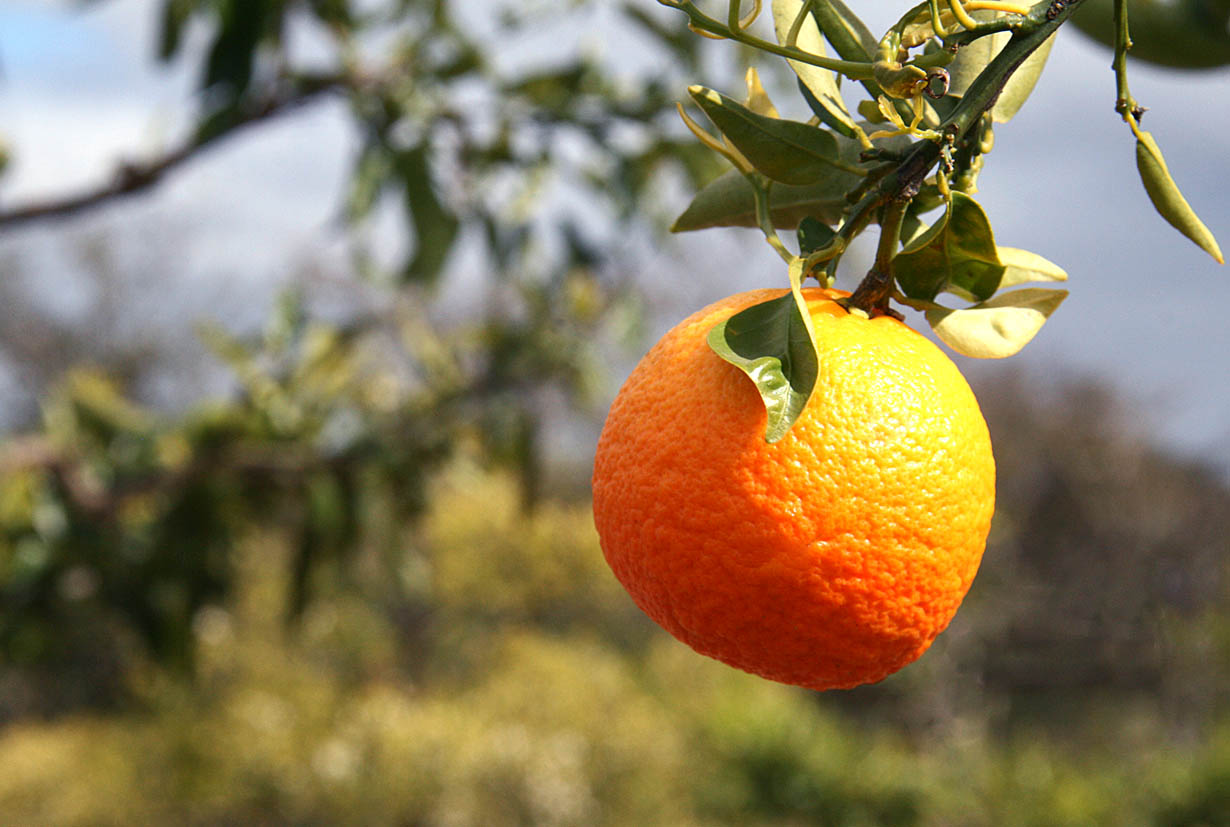
Nova - clemenvilla le fruit sur l'arbre fin mars (Alentejo)

En 1942, de nombreux croisements entre mandarines, tangelos, pomelos, oranges sont réalisés par la station horticole du département américain de l'Agriculture à Orlando. 327 plantes obtenues en croisant le tangelo 'Orlando' avec des clémentines 'Fina' ressemblent à des mandarines. Gardner et Reece en 1959 sélectionnent les hybrides 'Robinson', 'Lee' et 'Osceola' de Clementine x 'Orlando' . Puis Gardner, Reece et Hearn retiennent un 4e croisement en 1964, lancé sous le nom de Nova.
'Fina' en Espagne est une mandarine commune isolée de mutation spontanée au début des années 1900 et produite à partir de 1925. Le tangelo 'Orlando' est un hybride de mandarine 'Dancy' (C. reticulata) et du pamplemoussier 'Duncan' (C. paradisi).
Nova est cultivée dans tous les grands pays agrumicoles : USA, Espagne Portugal, Brésil, Maroc, Israël, Grèce, Turquie, Chypre, etc.

## Description
L'analyse génomique (2022) de divers mandariniers sud asiatiques conduit à regrouper 3 populations, le cluster-II inclus 7 génotypes: Nagpur Seedless, Nova, Mudhkhed Seedless, Coorg, Nagpur, Darjeeling, and Khasi. Les auteurs en infère une bonne compatibilité avec le porte-greffe Citron jambhiri.

### Fruit
Le fruit est proche de celui de son géniteur 'Orlando'. La taille est moyenne environ 200 g, légèrement aplati (hauteur 60 mm, diamètre équatorial 75 mm), le peau fine est de couleur orange-jaunâtre foncé à maturité. Il a des graines en cas d'interfécondation (auto-incompatible) avec d'autres agrumes, et la pulpe est juteuse (teneur en jus 41 %), orange intense, d'un goût sucré qualifié de distinctif. Le niveau de sucre est énormément variable selon les provenances, on trouve de 9 à 15 ° brix.

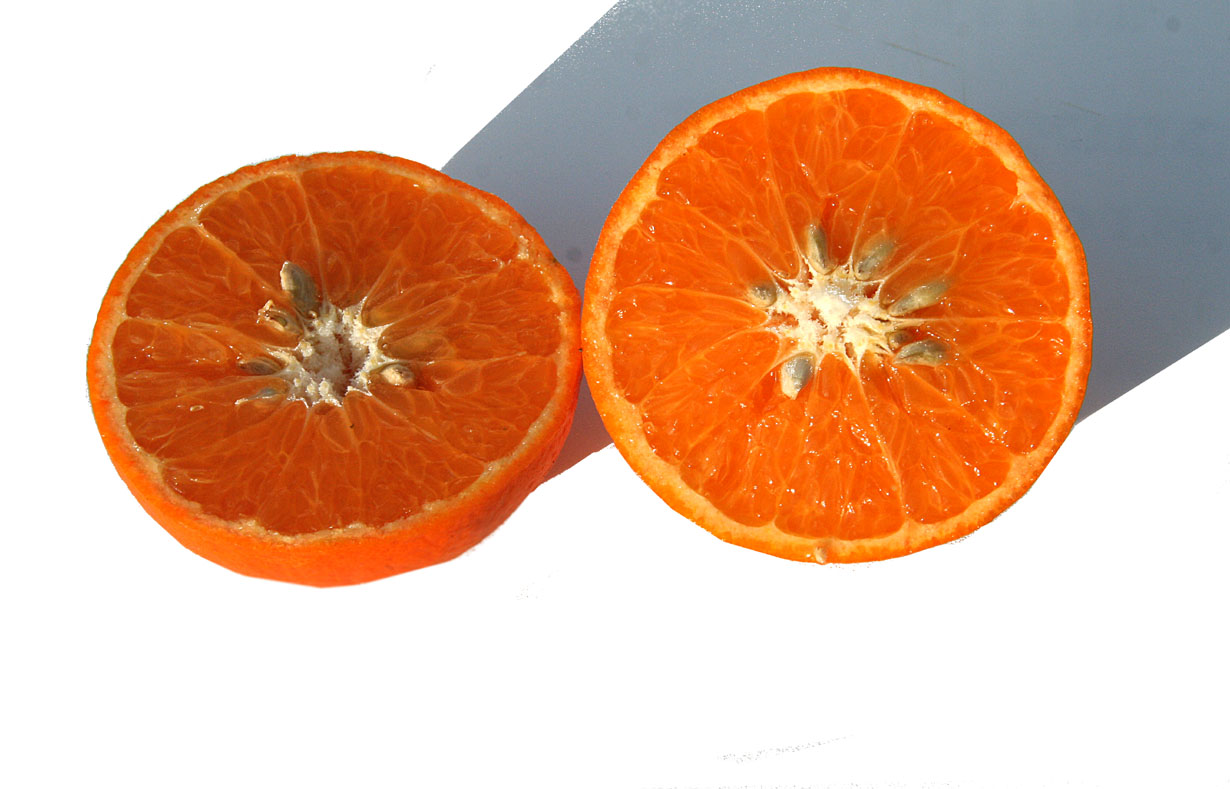
En coupe, belle couleur mais présence de graines

Selon les cultivars la maturité est précoce en Californie, janvier-février en Espagne. Le fruit doit être cueilli rapidement pour éviter les problèmes de gonflement. Nova est sensible à l'éclatement du fruit et ne supporte pas bien le déverdissement. L'alternance biennale est atténuée par le porte-greffe Citrumelo ‘Swingle’.

### Descendance

#### Super Nova
L'obtenteur Jack Hearn d'Orlando croise Lee (sœur de Nova) et Nova en 1966 qui se montre très productif en Californie en 2000. Robert LoBue le nomme 'Super Nova' (à cause de sa couleur orange saturé et la saveur flamboyante du fruit) et lance la commercialisation. Le fruit plus petit que Nova est asperme et attrayant. Le niveau de sucre est élevé (13 à 15 ° brix).